# Médaille de la bravoure des forces armées des Philippines
La Médaille de la bravoure (en philippin : Medalya ng Kagitingan) des forces armées des Philippines est la plus haute distinction militaire des Philippines. Elle est décernée pour un acte remarquable de bravoure personnelle ou d’abnégation, au-delà de l’appel du devoir, qui distingue le récipiendaire de ses camarades. Elle est définie dans le document de référence FC 1-0062 sur les récompenses et décorations de l’armée philippine, lui-même adapté du Manuel des récompenses et décorations des forces armées des Philippines, deuxième édition publiée en 1997, comme une récompense pour « héroïsme au combat » et elle figure au premier rang dans l’ordre de préséance des récompenses et décorations des forces armées des Philippines.
La médaille est décernée par le président des Philippines aux membres des forces armées des Philippines et au personnel militaire allié, y compris les forces de guérilla reconnues,. La Médaille de la bravoure est tenue en si haute estime que le président lui-même est tenu de saluer la médaille et la personne qui la porte.
En vertu de la loi n° 9049 de la République des Philippines, un récipiendaire de la Médaille de la vaillance a droit à une gratification mensuelle à vie de 20 000 pesos philippins, distincte de tout salaire ou pension qu’il reçoit ou recevra du gouvernement. Le montant de cette gratification mensuelle a été porté à 75 000 pesos en 2016 par le président Rodrigo Duterte,.

## Apparence
Au centre de la médaille se trouve un disque doré, orné d’un lion de mer en relief, tenant le soleil philippin à huit rayons, au-dessus de vagues d’eau composées de cinq ondulations bleues. Le disque repose sur une croix rouge aux bordures dorées et sur deux épées dorées entrecroisées. La branche supérieure de la croix contient trois étoiles dorées disposées en triangle, pointe vers le haut. Une barre dorée, gravée de l’inscription « For Valor », relie la médaille à une couronne de sampaguita composée de dix boutons blancs et de vingt-deux feuilles vertes. La couronne sert de lien au ruban du cou, qui est cramoisi avec huit étoiles dorées disposées horizontalement formant deux lignes parallèles. Le ruban de service, porté à la place de la médaille elle-même, est également cramoisi avec huit étoiles dorées disposées horizontalement formant deux lignes parallèles, cinq étoiles sur la ligne supérieure et trois sur la ligne inférieure.
L’expression « For Valor » en relief sur la barrette a conduit certaines sources à appeler la médaille la « Médaille pour la bravoure », et l’armée philippine elle-même s’y réfère de cette façon. Cependant, d’autres sources officielles du gouvernement philippin l’appellent la « Médaille de la vaillance ».

## Symbolisme
L’otarie représente le bureau du président des Philippines. Le soleil à huit rayons représente les huit provinces philippines qui se sont révoltées contre l’Espagne. Les ondulations bleues représentent les forces armées des Philippines. Les épées entrecroisées représentent le conflit avec l’ennemi pour la défense de la nation. Les trois étoiles représentent Luçon, les Visayas et Mindanao, les trois groupes d’îles des Philippines, tandis que la couronne de sampaguita symbolise la plus haute distinction pour le courage et la bravoure. La couleur rouge signifie la bravoure.

## Privilèges du récipiendaire
Le récipiendaire de la Médaille de la bravoure, sa veuve ou les personnes à sa charge ont le privilège de bénéficier d’un traitement préférentiel lorsqu’ils postulent pour un emploi gouvernemental, un logement social, des prêts ne dépassant pas 500 000 pesos et la location ou l’acquisition de terres publiques.
En outre, ils sont exemptés des frais de scolarité dans les écoles publiques et privées et dans d’autres établissements d’enseignement. Les enfants du récipiendaire qui souhaitent fréquenter l’Académie militaire philippine, s’ils sont qualifiés, sont prioritaires pour être incorporés dans les forces armées des Philippines après l’obtention de leur diplôme. Ils reçoivent également des médicaments gratuits de la part d’hôpitaux publics et privés.
D’autres privilèges incluent une réduction de 20 % sur les factures d’hôtel, les services de transport, les restaurants, les théâtres, les carnavals et l’achat de médicaments pharmaceutiques. Les entités gouvernementales ou les entreprises privées qui refusent à leur bénéficiaire ces privilèges sont passibles d’une peine d’emprisonnement pouvant aller jusqu’à six ans et d’une amende ne dépassant pas 300 000 euros.

## Liste des récipiendaires
Il y a eu 41 récipiendaires de la Médaille de la bravoure depuis 1935. De ce nombre, 17 sont encore en vie. À partir de 2017, cinq d’entre eux étaient en service actif : Cirilito Sobejana, Bartolomé Vicente Bacarro, Noël Buan, Herbert Dilag et Custodio Parcon. Buan a pris sa retraite du service actif en 2018.
Les portraits des récipiendaires de la Médaille de la bravoure sont exposés dans le Hall des héros du Camp Aguinaldo, quartier général des forces armées des Philippines à Quezon City. Le Hall of Valor de l’Académie militaire philippine présente également les portraits des récipiendaires de la médaille de la bravoure de la PMA.